# أندريا أدامو
أندريا أدامو (بالإيطالية: Andrea Adamo)‏ هو لاعب كرة قدم إيطالي، ولد في 23 أبريل 1991 في ألكامو في إيطاليا. لعب مع نادي باليرمو ونادي ريجيانا 1919.

## وصلات خارجية
- أندريا أدامو على موقع قاعدة بيانات كرة القدم.إي يو (الإنجليزية)